# Spanyol Légió
A Spanyol Légió (spanyolul: Legión Espanola vagy simán La Legión), korábban Spanyol Idegenlégió, a spanyol hadsereg egyik elit alakulata. „Külföldiek Ezrede” (Tercio de Extranjeros) néven alapították, mert eredetileg a Francia Idegenlégió spanyol megfelelőjének szánták.

## Történet
A Spanyol Idegenlégiót XIII. Alfonz király határozata alapján hozták létre José Villalba, a háborús ügyek miniszterének irányítása alatt. Történelmileg a Spanyol Idegenlégió volt az a képződmény, amely hatására kialakult a modern Légió 1920-ban. 1835. június 28-án a francia kormány átadta a korábbi Francia Idegenlégió irányítását a spanyoloknak, mivel az első karlista háborúban Izabella királynőt támogatták. 4000 légióst küldtek, akik augusztus 17-én érkeztek Tarragonába. Ez lett az első Spanyol Légió, amíg 1838. december 8-án fel nem oszlatták. 1920-ban lázadás tört ki Marokkó spanyol fennhatóság alatt álló részén Abd el-Krim riff vezér vezetésével.
1920.szeptember 2-án XIII. Alfonz király átadta a parancsnokságot José Millán Astraynak, a gyalogság alezredesének, aki fő támogatója volt az egység felállításának. Alkalmas ember volt a posztra és bizarr személyisége a Légió titokzatosságának részévé vált az idők során.
Szeptember 20-án csatlakoztak az első újoncok az újonnan létrejött alakulathoz. Napjainkban ezt a dátumot évente megünneplik a Légión belül. A kezdeti felállás egy központi egységből és három zászlóaljból állt (Banderas vagy „zászlók”). Mindegyik zászlóalj egy parancsnoki feladatokat ellátó századból, két lövészszázadból és egy géppuskás századból állt. Az első állomáshelyük Ceutában volt és ez a bázis még ma is létezik. Fénykorában, a spanyol polgárháború alatt 18 zászlóaljon kívül létezett még egy harckocsi zászlóalj, egy rohamutász zászlóalj és egy speciális csoport. Az utolsó nyolc zászlóalj (12-18) független egységekből állt és soha sem tartoztak az ezredhez.
Francisco Franco egyik alapító tagja és másodparancsnoka volt a Légiónak. Az egység harcolt Marokkóban, a rif háborúban is a mór gyarmati sereggel (Regulares) együtt. 1934-ben mindkét alakulatot visszahívta az új köztársaság kormánya Spanyolországba, mivel szükség volt rájuk egy munkáslázadás leverésénél Asturiasban.
Juan Yagüe alezredes parancsnoksága alatt fontos szerepet játszott a Légió és a Regurales a nacionalisták oldalán a spanyol polgárháborúban. E két egység professzionalizmusával tettek szert jelentős előnyre Franco hívei a köztársaság kevésbé képzett erőivel szemben és ők jelentették a nacionalista seregek támadóékét is. 1939-ben a nacionalisták győzelme után csökkentették a létszámát és visszaküldték a marokkói bázisokra. Marokkó 1956-os függetlenedése után a megmaradt spanyol külterületek helyőrségeihez kerültek.
1970. június 17-én a légiós egységek megöltek 11 embert a nyugat-szaharai El-Aauin Zemla negyedében, akik az ország függetlenségért tüntettek. Az incidens Zemla-felkelés néven terjedt el a köztudatban, és fegyveres harcokat gerjesztett valamint a mai napig is gerjeszt az országban, noha Spanyolországtól már 1976-ban függetlenné vált az állam.
A tagok többsége a volt spanyol gyarmatokról származik, bár 1987-ben megszüntették a külföldi tagok toborzását és Spanyol Légióra változott a név, 2000 óta újra fogad olyan spanyol anyanyelvűeket, akik nem spanyol állampolgárok. Nők és férfiak egyaránt jelentkezhetnek 18 és 28 éves kor között. Jelenleg Boszniában és Afganisztánban teljesít szolgálatot az alakulat és Irakban is teljesített, amíg vissza nem hívták őket.

## Hagyományok
Millán Astray gondoskodott a Légió számára egy olyan megkülönböztető életfelfogásról és szimbolikáról, amely felidézi a régi spanyol birodalmi és keresztény hagyományokat. Például adoptálta a Légióba azokat a terciónak nevezett ezredszerű egységeket, amelyek a 16. századi Európát rettegésben tartó spanyol gyalogságra emlékeztetnek. Felélesztette a spanyolok és a mórok viszályát, embereit keresztes lovagoknak ábrázolta, akik az iszlám terjeszkedés ellen harcolnak és később olyan katonáknak, akik megmentik Spanyolországot a kommunizmustól és a liberalizmustól.
A Légió szokásai és hagyományai:
- Tagjait rangtól függetlenül Legionárius Úrnak (Caballero Legionario) illetve Legionárius Hölgynek (Dama Legionaria) nevezik.
- A legionáriusok a „halál vőlegényének/menyasszonyának” (novios de la muerte) hívják magukat.
- Bajban a legionárius a „Hozzám a Légiót!” (¡A mí la Legión!) jelszót kiáltja. Ilyenkor, aki hallótávolságon belül tartózkodik köteles segíteni a körülményektől függetlenül. A légiós soha sem hagyhatja magára a bajtársát a harcmezőn.
- Ellentétben a szokásos katonai gyakorlattal, a legionáriusok viselhetnek rövid szakállt, és kigombolhatják ingüket is. A tetoválások is megengedettek, népszerű a Légió emblémája és a különféle harci tetoválás.
- Régebben Spanyolországban a marihuána szívása a legionáriusokra volt jellemző.
- Megalakulása óta a Légió egyszerű és sima egyenruhákat használ ellentétben például a hadseregben a királyság megbukásáig használt színes ruhákkal. Ez betudható annak, hogy a Légió többé-kevésbé a mai napig aktív szolgálatot végez.
- A Légió lépésszáma gyorsabb, mint a spanyol hadseregé, 160-190 lépés percenként a hadsereg 90 lépésével szemben.
- A Húsvét előtti héten tartott felvonulásokon a pasót (díszes tutaj) a legionáriusok nem a vállukon, hanem a kinyújtott kezükön viszik.
- A Légió jelszava az „Éljen a halál!” (¡Viva la muerte!) oximoron.
- A Légió kabalája a kecske. Fontos szimbólum a legionáriusok számára, felvonulásokon is megjelenik.

## Híres legionáriusok
- Francisco Franco
- Sixto Enrique de Borbón, Aranjuez hercege.
- Nacho Vidal, pornószínész.

## Tevékenység
A Spanyol Légió manapság leggyakrabban a NATO békefenntartó feladataiban vesz részt. Ez 5000 embert jelent, akik egy két ezredből álló dandárban szolgálnak. Közvetlenül a spanyol vezérkar irányítja.
Állomáshelyei a spanyol külterületeken (Ceuta, Melilla) valamint az andalúziai Rondában és Almeríában találhatóak.
A Légió megmaradt egy keményen fegyelmezett elit alakulatnak, ahol a kiképzés kemény és még a fizikai fenyítés is létezik.Van egy speciális egysége is, a "BOEL" (Bandera de Operaciones Especiales de la Legión), amely 500 tagja a legkülönlegesebb képzéseken vesz részt:
- Tengeri hadviselés
- Sarki és hegyvidéki hadviselés
- Szabotázs és robbantás
- Ejtőernyős kiképzés
- Nagy területek felderítése
- Antiterrorista kiképzés
- Mesterlövész kiképzés
- SERE (Túlélni, Menekülni, Ellenállni, Kijátszani) kiképzés az amerikai Fort Bragg bázison.

## Fordítás
Ez a szócikk részben vagy egészben  a   Spanish Foreign Legion című angol Wikipédia-szócikk fordításán alapul.  Az eredeti cikk szerkesztőit annak laptörténete sorolja fel. Ez a jelzés csupán a megfogalmazás eredetét és a szerzői jogokat jelzi, nem szolgál a cikkben szereplő információk forrásmegjelöléseként.